# یوندومو
یوندومو (به انگلیسی: Yuendumu) شهرکی واقع در ایالت قلمرو شمالی در استرالیاست. این شهرک در ۲۹۳ کیلومتری (۱۸۲ مایلی) آلیس اسپرینگز واقع شده است.

## آب و هوا
| داده‌های اقلیم یوندومو   | داده‌های اقلیم یوندومو | داده‌های اقلیم یوندومو | داده‌های اقلیم یوندومو | داده‌های اقلیم یوندومو | داده‌های اقلیم یوندومو | داده‌های اقلیم یوندومو | داده‌های اقلیم یوندومو | داده‌های اقلیم یوندومو | داده‌های اقلیم یوندومو | داده‌های اقلیم یوندومو | داده‌های اقلیم یوندومو | داده‌های اقلیم یوندومو | داده‌های اقلیم یوندومو |
| ماه                     | ژانویه                | فوریه                 | مارس                  | آوریل                 | مه                    | ژوئن                  | ژوئیه                 | اوت                   | سپتامبر               | اکتبر                 | نوامبر                | دسامبر                | سال                   |
| ----------------------- | --------------------- | --------------------- | --------------------- | --------------------- | --------------------- | --------------------- | --------------------- | --------------------- | --------------------- | --------------------- | --------------------- | --------------------- | --------------------- |
| سابقهٔ بیش‌ترین °C (°F)   | ۴۶٫۵ (۱۱۶)            | ۴۳٫۲ (۱۱۰)            | ۴۱٫۱ (۱۰۶)            | ۳۸٫۵ (۱۰۱)            | ۳۴٫۵ (۹۴)             | ۳۰٫۷ (۸۷)             | ۳۱٫۱ (۸۸)             | ۳۵٫۲ (۹۵)             | ۳۸٫۲ (۱۰۱)            | ۴۱٫۲ (۱۰۶)            | ۴۵٫۶ (۱۱۴)            | ۴۴٫۶ (۱۱۲)            | ۴۶٫۵ (۱۱۶)            |
| میانگین بیش‌ترین °C (°F) | ۳۶٫۵ (۹۸)             | ۳۵٫۲ (۹۵)             | ۳۳٫۴ (۹۲)             | ۳۰٫۱ (۸۶)             | ۲۵٫۰ (۷۷)             | ۲۲٫۱ (۷۲)             | ۲۲٫۰ (۷۲)             | ۲۵٫۱ (۷۷)             | ۲۹٫۵ (۸۵)             | ۳۲٫۹ (۹۱)             | ۳۵٫۱ (۹۵)             | ۳۶٫۲ (۹۷)             | ۳۰٫۲۶ (۸۶٫۴)          |
| میانگین کم‌ترین °C (°F)  | ۲۲٫۴ (۷۲)             | ۲۲٫۱ (۷۲)             | ۱۹٫۴ (۶۷)             | ۱۵٫۵ (۶۰)             | ۱۱٫۰ (۵۲)             | ۷٫۶ (۴۶)              | ۶٫۴ (۴۴)              | ۸٫۵ (۴۷)              | ۱۳٫۰ (۵۵)             | ۱۶٫۹ (۶۲)             | ۱۹٫۷ (۶۷)             | ۲۱٫۵ (۷۱)             | ۱۵٫۳۳ (۵۹٫۶)          |
| سابقهٔ کم‌ترین °C (°F)    | ۱۳٫۵ (۵۶)             | ۱۲٫۳ (۵۴)             | ۹٫۳ (۴۹)              | ۵٫۴ (۴۲)              | ۰٫۴ (۳۳)              | −۱٫۱ (۳۰)             | −۲٫۰ (۲۸)             | −۱٫۲ (۳۰)             | ۳٫۱ (۳۸)              | ۵٫۹ (۴۳)              | ۸٫۴ (۴۷)              | ۱۲٫۱ (۵۴)             | −۲ (۲۸)               |
| بارندگی میلی‌متر (اینچ)  | ۶۴٫۹ (۲٫۵۶)           | ۶۴٫۸ (۲٫۵۵)           | ۴۷٫۴ (۱٫۸۷)           | ۲۲٫۶ (۰٫۸۹)           | ۲۳٫۹ (۰٫۹۴)           | ۱۳٫۶ (۰٫۵۴)           | ۱۵٫۱ (۰٫۵۹)           | ۷٫۴ (۰٫۲۹)            | ۸٫۶ (۰٫۳۴)            | ۲۱٫۰ (۰٫۸۳)           | ۳۱٫۳ (۱٫۲۳)           | ۴۵٫۹ (۱٫۸۱)           | ۳۶۵٫۲ (۱۴٫۳۸)         |
| میانگین روزهای بارانی   | ۶٫۳                   | ۶٫۲                   | ۳٫۹                   | ۲٫۲                   | ۲٫۸                   | ۲٫۰                   | ۱٫۸                   | ۱٫۴                   | ۲٫۱                   | ۴٫۱                   | ۵٫۴                   | ۶٫۰                   | ۴۴٫۲                  |
| منبع:                   |                       |                       |                       |                       |                       |                       |                       |                       |                       |                       |                       |                       |                       |